# Moho apicalis
Il moho di Oahu, o più correttamente ʻōʻō di O‘ahu (Moho apicalis Gould, 1861), è un uccello passeriforme estinto della famiglia dei Mohoidi.

## Etimologia
Il nome scientifico della specie, apicalis, deriva dal latino apex, "punta", in riferimento alla conformazione della coda: il nome comune di questi uccelli è un riferimento a quello che fu il loro areale.

## Descrizione

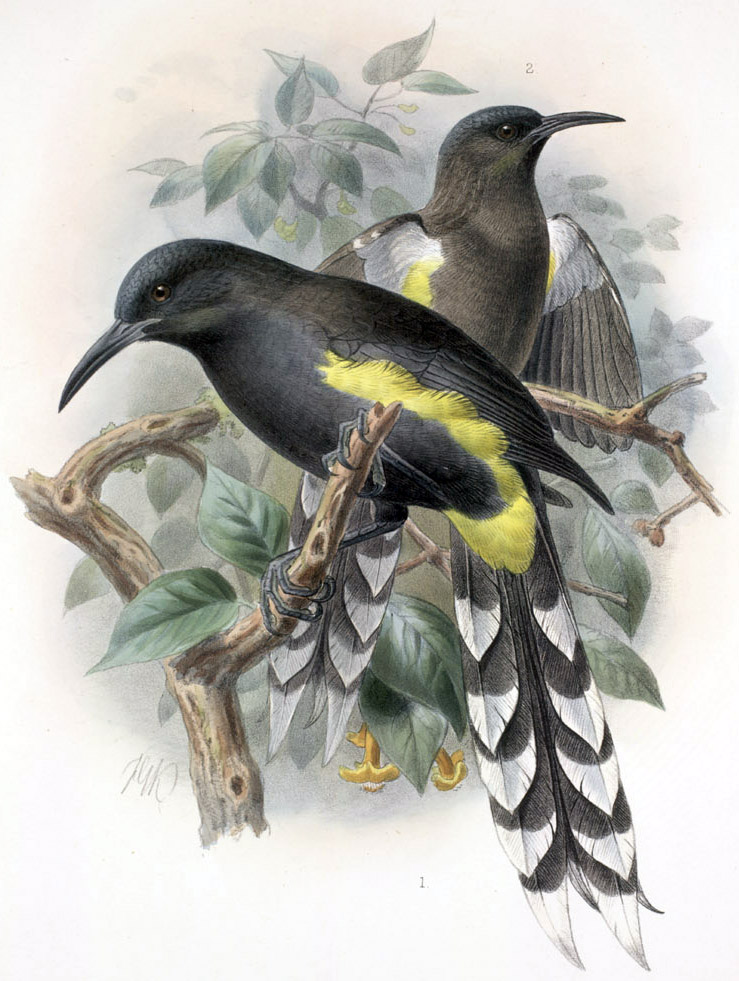
Coppia (femmina in secondo piano) in illustrazione di Keulemans.

### Dimensioni
Raggiungeva i 30,5 cm di lunghezza, dei quali circa la metà spettava alla lunga coda, per un'apertura alare di 23 cm: a parità d'età, le femmine erano lievemente più piccole rispetto ai maschi.

### Aspetto
Si trattava di uccelli dall'aspetto elegante, muniti di piccola testa arrotondata, becco sottile, appuntito e piuttosto lungo, coda lunga e larga con penne laterali appuntite, mentre le due penne centrali avevano consistenza filiforme, e forti zampe allungate.
Il piumaggio era di colore nero lucido su tutto il corpo: facevano eccezione le penne della coda (le quali tendevano al bruno-nerastro e, ad eccezione delle due centrali, avevano punta bianca), fianchi e sottocoda (di un caratteristico colore giallo brillante) e l'area dell'ascella, di colore bianco, ben visibile quando l'animale spiegava le ali.

Il dimorfismo sessuale era evidente, con le femmine dalla colorazione maggiormente tendente al bruno-nerastro piuttosto che al nero vero e proprio.
In ambedue i sessi il becco e le zampe erano di colore nero, mentre gli occhi erano di colore bruno scuro.

## Biologia
Le abitudini di questi uccelli sono in larghissima parte ignote, anche a causa della loro precoce estinzione: molto verosimilmente essi erano diurni e vivevano da soli o in coppie e si nutrivano di nettare e piccoli invertebrati che reperivano nei fiori durante la ricerca del cibo.

## Distribuzione e habitat
Come intuibile dal nome comune, il moho di Oahu era endemico dell'isola hawaiiana di Oahu, della quale la specie sembrava abitare le foreste collinari e montane.

## Estinzione
La specie venne osservata per la prima volta da occhi europei nel 1825, quando Andrew Bloxam ne ricevette alcuni esemplari dai locali e, oltre a confonderli nei suoi scritti con l'affine moho di Hawaii, attestò che essi erano molto rari, visto che non era riuscito a vederne durante le sue esplorazioni nell'isola e che i nativi gli avevano chiesto un prezzo giudicato alto per i pochi esemplari fornitigli.

Non più tardi di dodici anni dopo, nel 1837, Ferdinand Deppe ne ottenne tre esemplari nell'area collinare antistante Honolulu, che rappresentano gli ultimi moho di Oahu osservati. Le ricerche sul campo effettuate fra gli anni '80 e gli anni '90 del XIX secolo fallirono infatti nell'interno di avvistarne o di ottenerne degli esemplari, sicché si ritenne che la specie fosse in pericolo critico o già estinta.
I fattori che hanno contribuito all'estinzione del moho di Oahu sono stati molteplici: il fatto che esso fosse già raro all'arrivo degli europei fa pensare che la pressione venatoria da parte dei nativi (interessati ad ottenerne le piume gialle per ricoprire gli abiti dei nobili) avesse già avuto un forte impatto sulla consistenza numerica, e che il mix di alterazione dell'habitat e predatori e malattie introdotti dai coloni europei abbia dato il colpo di grazia a questi uccelli.
Attualmente esistono al mondo solo sette esemplari impagliati di moho di Oahu: essi sono ubicati a Berlino, Londra, New York City e Cambridge (Massachusetts).